# 人格主義
人格主義（じんかくしゅぎ、英語: personalism, ドイツ語: Personalismus, フランス語: personalisme）は人格を世界観や価値観の中心とする思想である。人格と人格主義を考察する学問として、存在論、倫理学、心理学、教育学がある。以下は倫理学上の解説である。

## 人格主義の意味するもの
人格主義の意味するところは、以下の三つがあるとされる。
人格向上との関連から善悪判断する
人間による道徳の善悪判断は人格を高めることとの関係から判断されるという概念。まず最高善（the highest good, das höchste Gute）たる人格があり、次いで個々の場面で人格を高めるための行為が善であるとの道徳判断があり、判断基準は階層構造となっている。
社会運動、社会制度において人格を尊重する
社会運動、社会制度においては、人格を尊重するものでなければならないという概念。そこから各人格の自由なる行動（自由主義）、各人格の平等の取扱い（平等主義、民主主義）、人命尊重などが帰結する。
人格の向上に努力する
自己の状態（現にある人格）を不断の努力によって高めて、まったき状態（あるべき人格）にまでもっていくことが最も尊い、意味ある行為である、とする概念。ここに人格は、①現にある人格（現状の人格）、②高きを目指している人格（現在進行形の人格）、③あるべき人格（目標としての人格）の三つが区別できる。①から②に移らなければならないと悟ることを自覚（self-consciousness, Selbstbewusstsein）と言う。不断の努力によって③の状態にまで高めることを、人格陶冶、人間形成、教養（culture, Bildung）と言う。この段階において、人格主義は教養主義につながる。

## 対立するものと問題点
人格主義を打ち出したのは、イマヌエル・カントなど人間の自主的精神を強調する理想主義 (アイディアリズム)（idealism）であって、客観的な精神を強調するヘーゲルや宇宙を思弁的に解釈する形而上学などではない。その他、人格主義に対立する考え方としては、人格に対立する物件（Sache、動物や物など）を尊重する唯物論（materialism）、物質生活主義、快楽主義（hedonism）、功利主義（utilitarianism）、利己主義（egoism）などがある。いずれも、自己の状態を不断の努力によって高めて、まったき状態にまでもっていくことはナンセンスであり、最も尊い、意味ある行為、価値は別にある、との考えに立っている。
人格主義に伴う理論的問題としては、あるべき人格の具体化、人格陶冶の曖昧性の克服、人格主義と個人主義（individualism）の違いと関係、人格主義からの社会問題への対処法（社会との連帯など）などがある。

## 西洋の人格主義
古代哲学において最初に人格を発見、意識したのはソクラテスであると言われている。中世哲学では、ボエティウスやトマス・アクィナスがキリスト教の人格的な神の観念のもと、人格の尊重を唱えたが、今日の言う人格主義であるかは問題である。
近世哲学において、人格主義を最初に表明し、その基礎を築いたのはイマヌエル・カントである。カントは『人倫の形而上学の基礎』（1785年）において、「人格の尊厳」（die Würde der Person）を打ち出した。そこから人格は単に手段としてではなく、目的として扱われなければならない、とする有名な原理を導出する。カントは人格（Person）と人格性（Persönlichkeit）を区別する。カントは学問、道徳、芸術の総合として人格を捉えた。カントの説く道徳は人格を尊ぶあまりの厳格なものとなった。
カントの人格主義を継承してそれを発展させたのは、イギリスにおいてはイギリス理想主義（British idealism）であり、その代表はトーマス・ヒル・グリーン『倫理学序説』（1883年）である。ドイツにおける継承者は、一方でテオドール・リップス『倫理学概論』（1899年）、ルドルフ・クリストフ・オイケンであり、他方で新カント派（Neukantianer）のパウル・ナトルプとマックス・シェーラーである。ナトルプは『一般教育学』（1905年）、『社会的教育学』（1921年）において、シェーラーは『倫理学における形式主義と実質的価値倫理学』（1916年）において、人格主義を主張した。
フランスにおいては、フランス人格主義（personnalisme）があり、その代表はシャルル・ルヌーヴィエ『人格主義』（1903年）、エマニュエル・ムーニエ『人格主義』（1949年）である。ムーニエが創刊した機関紙『エスプリ』を中心に結集した「1930年代の非順応主義者」と呼ばれる一群の知識人たちは、少なからず人格主義の思想の影響を受けている。その一人として、例えば、後に先駆的な技術社会批判を展開したプロテスタントの思想家、ジャック・エリュールがいる。

## 日本の人格主義
日本の人格主義は明治以降の西洋哲学の摂取以来、さまざまな学者によって研究され、唱えられてきた。学ばれる西洋の学者は主としてはカント、グリーンであり、学ぶ方としては中島力造、大西祝、西田幾多郎、高山樗牛、綱島梁川、西晋一郎などであった。学説研究ではなく、教育の場で人格主義を唱えたのは、新渡戸稲造であった。学説研究で本格的に人格主義を唱えたのは、大正時代において阿部次郎『人格主義』（1922年）であり、昭和戦前時代においては河合栄治郎『学生に与う』（1940年）であった。

## 戦後の衰退
戦後は価値観の多様化、科学主義の隆盛、マルクス主義の隆盛（ソビエト連邦の崩壊まで）などにより、西洋、日本ともに人格主義は勢いをなくし、マイナーな勢力になった。しかし、人格主義は過去の思想、ということで処理してしまってよいのか、という問題は残る。

## 日本での代表的主張者
- 新渡戸稲造『随想録』1913年
- 阿部次郎『人格主義』1922年
- 河合栄治郎『学生に与う』1940年